# Sorbus porrigentiformis
Sorbus porrigentiformis är en rosväxtart som beskrevs av Edmund Frederic Warburg. Sorbus porrigentiformis ingår i släktet oxlar, och familjen rosväxter. Inga underarter finns listade i Catalogue of Life.